# Gift from Secret
Gift from Secret – singel południowokoreańskiej grupy Secret, wydany 9 grudnia 2013 roku w Korei Południowej. Głównym utworem singla jest I Do I Do. Osiągnął 7 pozycję na liście Gaon Chart i sprzedał się w nakładzie 5051 egzemplarzy. Według danych Gaon utwór I Do I Do został pobrany 197 990 razy w Korei Południowej (stan na dzień 31 grudnia 2013).

## Lista utworów
| Nr | Tytuł                     | Czas |
| -- | ------------------------- | ---- |
| 1. | "Saleuleug" (kor. 사르륵) | 1:49 |
| 2. | "I Do I Do"               | 3:32 |
| 3. | "Remember Me"             | 3:34 |
| 4. | "Fantastic"               | 3:29 |

## Notowania
| Lista                    | Pozycja |
| ------------------------ | ------- |
| Gaon Weekly Album Chart  | 7       |
| Gaon Monthly Album Chart | 23      |

Utwór „I Do I Do”
| Lista                       | Pozycja |
| --------------------------- | ------- |
| Gaon Weekly Digital Chart   | 15      |
| Gaon Weekly Dowlnoad Chart  | 7       |
| Gaon Monthly Dowlnoad Chart | 28      |

## Twórcy i personel
- Song Ji-eun – wokal
- Han Sun-hwa – wokal
- Jeon Hyo-sung – wokal
- Jung Ha-na – wokal, rap